# Cupressus sargentii
Cupressus sargentii é uma espécie de conífera da família Cupressaceae.
Apenas pode ser encontrada nos Estados Unidos.